# Nikanor
Svatý Nikanor (zemřel kolem roku 76) byl jedním z prvních sedmi diakonů (jáhnů) rané církve. Je uctíván jako mučedník.
Podle Nového zákona byl Nikanor jeden ze Sedmi jáhnů, kteří se měli starat o Jeruzalémskou církev, jak je popsáno ve Skutcích apoštolů (6,1-6). Podle staré tradice zemřel mučednickou smrtí na Kypru, prý téhož dne jako svatý Štěpán. Jeho svátek se slaví 28. července.